# Amblyomma auricularium
Amblyomma auricularium (лат.) — вид клещей из семейства Ixodidae.
Неотропика и Неарктика. Центральная Америка (Белиз, Гватемала, Гондурас, Коста-Рика, Панама), известны случаи обнаружения в Северной Америке: США (Техас, Флорида), Мексика (Тамаулипас, Синалоа, Юкатан, Мичоакан). Южная Америка: Аргентина (на юг до провинции Чубут), Боливия, Бразилия (Пара, Сеара, Пиауи, Пернамбуку, Сержипи, Баия, Гояс, Минас-Жерайс), Венесуэла, Гайана, Колумбия, Парагвай, Тринидад и Тобаго, Уругвай (пока не найдены в Перу, Суринаме, Чили, Эквадоре).
Среднего размера клещи (3—5 мм). Тазики I с 2 шпорами, тазики II—IV с одной шпорой.
Все стадии развития паразитируют на броненосцах (Dasypodidae).